# Avenue du Maréchal-Franchet-d'Espérey
Pour les articles homonymes, voir Franchet d'Espèrey.
L'avenue du Maréchal-Franchet-d'Espérey est une voie située dans le quartier d'Auteuil du 16e arrondissement de Paris.

## Situation et accès
L'avenue du Maréchal-Franchet-d'Espérey est une voie publique située dans le 16e arrondissement de Paris.
Elle constitue le prolongement de l'avenue du Maréchal-Lyautey, située au sud, et est elle-même prolongée par l'avenue du Maréchal-Maunoury au nord.
Elle est desservie à proximité par la ligne 9 à la station Ranelagh.

## Origine du nom

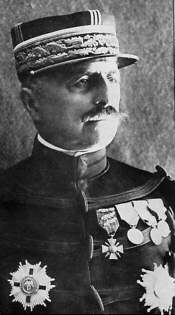
Louis Franchet d'Espèrey.

Elle porte le nom du maréchal Louis Franchet d'Espèrey (1856-1942) avec toutefois une erreur d'accentuation (d'Espérey au lieu de d'Espèrey) sur l'appellation officielle administrative et les plaques de rue,.

## Historique
Cette rue est ouverte en 1930 sur l'emplacement des bastions nos 60 et 61 de l'enceinte de Thiers et prend son nom actuel le 22 juillet 1929.
L'avenue est seulement lotie sur son trottoir oriental. Elle est constituée d'une voie routière, d'une promenade en terre battue et d'une piste cyclable goudronnée ; de l'autre côté se trouve l'allée des Fortifications. 

## Bâtiments remarquables et lieux de mémoire
- L'avenue longe l'allée des Fortifications (qui elle-même longe l'hippodrome d'Auteuil), et donc le bois de Boulogne, où elle il situé.
- Le square Henri-Bataille
- Le square Tolstoï
- Le stade Suchet